# Ромашов, Дмитрий Дмитриевич
Дмитрий Дмитриевич Ромашов (6 октября 1899, Москва Российская империя — 19 мая 1963, Красноярск СССР) — советский генетик. Первооткрыватель явления «дрейф генов».

## Биография
Родился 6 октября 1899 года в Москве. В 1921 году окончил МГУ. С 1921 по 1942 год работал у Н. К. Кольцова в Институте экспериментальной биологии (в 1938 году институт получил новое наименование Институт цитологии, гистологии и эмбриологии АН СССР). С 1942 по 1946 год работал во Всероссийском НИИ прудового рыбного хозяйства. В 1946 году возвращается в институт цитологии, гистологии и эмбриологии, где работает 2 года. С 1953 по 1955 год работал в институте леса АН СССР, с 1955 по 1963 год работал в институте биофизики АН СССР.
Скончался 19 мая 1963 года в Красноярске.

## Научные работы
Основные научные работы посвящены популяционной генетике. Являлся основоположником нового направления исследований по естественному и экспериментальному гиногенезу у рыб.
- Изучал наследование и роль элемента случайности в изменении генетической структуры популяции.
- Исследовал влияние радиации на рыб.
- Проводил генетический анализ природных популяций дрозофилы.
- 1932 — Совместно с Н.П.Дубининым принимал участие в разработке теории генетико-автоматических процессов в популяции.

## Научные статьи и литература
- Ромашов Д.Д. Закон расщепления Менделя, как общебиологический закон. Статья, 1939.

## Список использованной литературы
- Биологи. Биографический справочник.— Киев.: Наук. думка, 1984.— 816 с.: ил